# Tel Afek
Pour les articles homonymes, voir Afek.
Ne doit pas être confondu avec Migdal Afek.

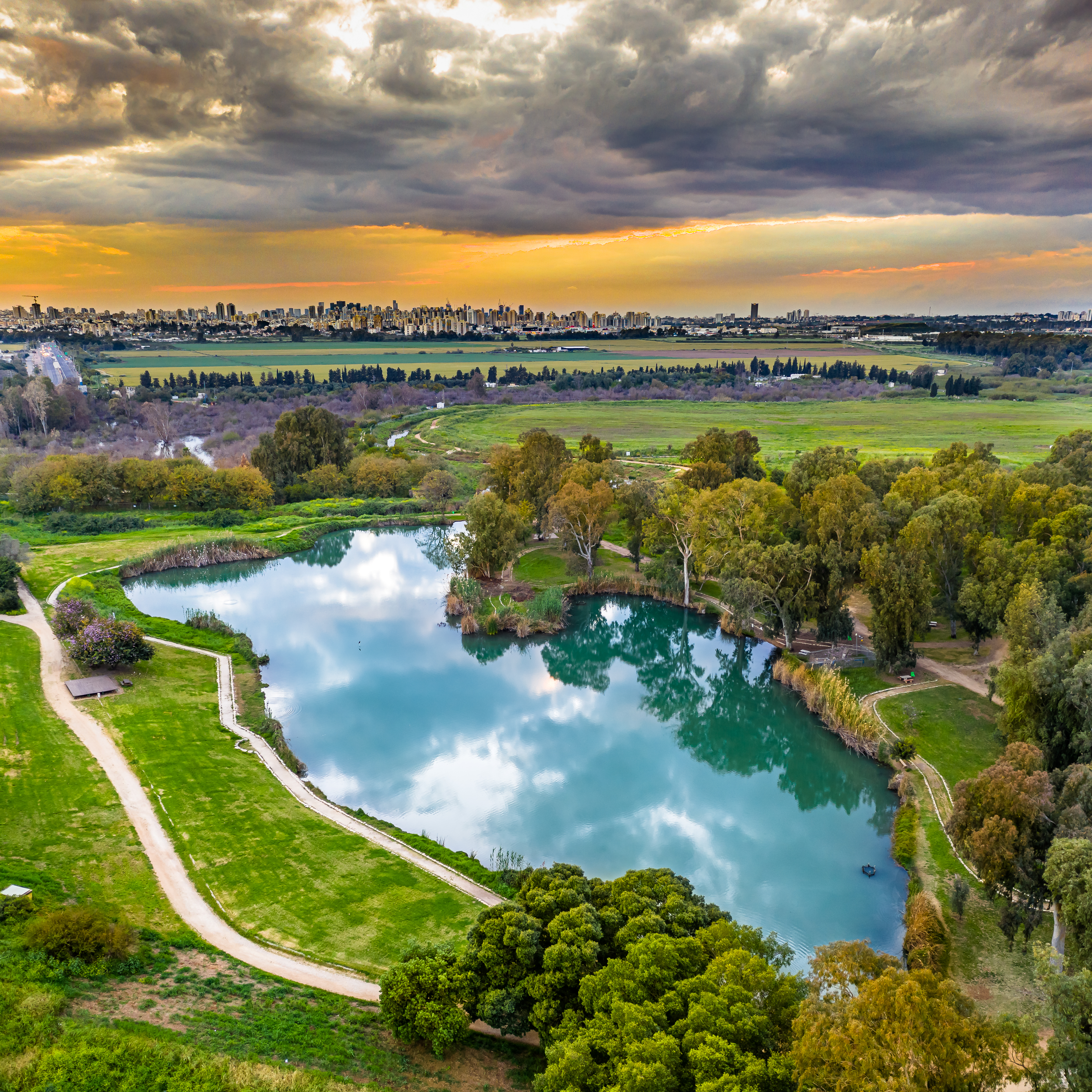
Le site de Tel Afek. Mars 2021.

Tel Afek (en hébreu תל אפק) est un tel situé au nord de la plaine du Sharon dans le centre d'Israël sur lequel se trouvent les vestiges de l'ancienne ville biblique d'Afek. Le tel couvre 12 hectares. Aux époques romaine et byzantine, cette ville de Judée s'appelle Antipatris.
Le tel se trouve à proximité des sources de la rivière Yarkon, entre Petah Tikva à l'ouest et Rosh HaAyin à l'est. Il fait partie du parc national du Yarkon (he).
La ville est parfois appelée Afek du Sharon pour la distinguer d'Afek du nord dans la vallée de Zvouloun, à proximité de Haïfa. Dans les deux cas, les villes tirent leurs noms de la rivière qui se trouve à proximité (de l'hébreu afiq qui désigne le lit d'une rivière, un canal).

## Archéologie
Des fouilles archéologiques ont été réalisées dans les années 1934-1936 par le département des Antiquités du gouvernement britannique de la Palestine (he)
sous la direction de Yaaqov Uri. Une campagne de fouilles a été organisée en 1972-1985 par l'université de Tel Aviv sous la direction du professeur Moshe Kochavi.
Sur le site, on trouve des traces d'occupation sur 5 000 ans. Afek est mentionnée pour la première fois dans des textes d'exécration égyptiens (XIIe dynastie) au XIXe – XVIIIe siècle av. J.-C. et dans une liste de Thoutmôsis III au XVe siècle av. J.-C.. Afek apparaît de nombreuses fois dans la Bible. Elle est décrite comme une ville cananéenne conquise par Josué et comme une base des Philistins pour leurs campagnes militaires contre les Israélites à l'époque de Samuel. Selon le Premier Livre de Samuel (4:2), c'est alors la ville la plus au nord du territoire des Philistins. Afek est mentionnée dans une tablette de Ninive datant du roi assyrien Assarhaddon au VIIe siècle av. J.-C. comme une ville frontière du territoire de Samarie.

## Âge du bronze
À l'époque du Bronze Ancien, Afek est une ville fortifiée (Chabarzaba, Kfar Saba ?). C'est un grand centre urbain qui domine la région alentour.
Les premières fortifications de la ville datent du Bronze Ancien I. Des habitations sont construites le long des murailles. Du Bronze Ancien II, un quartier d'habitation complet a été mis au jour. C'est là qu'on a découvert les premières poteries importées d'Égypte du site. Au Bronze Ancien III, Afek entame sur déclin jusqu'à sa disparition complète.
Après une longue période d'abandon, le site est à nouveau peuplé à l'époque du Bronze Moyen. C'est à cette période que la ville est au sommet de son rayonnement. C'est à ce moment qu'elle est mentionnée par les textes d'exécration égyptiens. Afek est alors un site central le long du cours du Yarkon. Quatre phases d'occupation ont été identifiées au Bronze Moyen I :
- phase 1 : le site est dépourvu de fortification
- phase 2 : le site est solidement établi avec des fortifications munies de tours. La muraille fait 4 m d'épaisseur. Le palais du gouverneur de la ville est construit à proximité des fortifications. Il s'agit du premier des six palais de la ville au cours de son histoire.
- phase 3 : le palais de la phase 2 est abandonné. Un second palais est construit sur le versant ouest du tel
- phase 4 : le deuxième palais est à son tour abandonné. Un troisième palais est construit au sommet du tel. Un quartier d'habitation est construit à l'emplacement du deuxième palais et un quartier de potiers est construit à l'ouest du tel.

Au Bronze Moyen II, Afek perd de son importance au profit d'une autre ville plus en aval sur le cours du Yarkon, Tel Napoléon (he), aujourd'hui en banlieue de Tel Aviv. Afek n'est plus occupée que dans la zone nord du tel. Un quatrième palais est construit sur les ruines du premier palais. Cette phase d'occupation prend fin avec un incendie alors que le pharaon Ahmôsis Ier reprend le contrôle des territoires frontaliers de l'Égypte après l'expulsion des Hyksôs.

## Époque hellénistique
À l'époque hellénistique, la ville s'appelle Pegaï.

## Époque romaine
Primitivement nommée Caphar Seba, elle se situait sur la route de Jérusalem à Césarée.
En 9 av. J-C., Hérode construit une nouvelle ville qu'il nomme Antipatris en l'honneur d'Antipater, son père. Il choisit ce lieu parce qu'il y a une plaine « bien irriguée et une terre très propre à la végétation car un fleuve coulait autour de la ville même et celle-ci était entourée d’une très belle forêt de grands arbres. » Après la fondation de Césarée, Antipatris devient le carrefour des routes menant de la côte vers les principales villes de Palestine et Jérusalem.
Paul de Tarse a passé une nuit à Antipatris lors de son voyage de Jérusalem à Césarée.
La ville est détruite au cours de la première guerre judéo-romaine entre 66 et 70. Elle ne s'en est pas relevée avant le IIe siècle, mais en 363, un tremblement de terre rasa la ville.

## Afek dans la Bible
Sous le commandement de Josué, les Hébreux auraient pris la ville aux Cananéens et y auraient construit un palais monumental. Lors de leur invasion, les Philistins se dirigèrent vers la cité. Les Hébreux se sont enfuis dans les collines de Samarie. Aphek devient alors la localité la plus septentrionale de la région occupée par les Philistins. L'armée philistine se regroupe à Aphek lors de deux importantes batailles contre les Hébreux jusqu'à la mort de Saül et de son fils Jonathan au mont Guilboa et la prise par les Philistins de l'Arche d'alliance. Les Philistins déposent le corps de Saül, sur les murailles de la ville de Beït-Shéan.
La ville est de nouveau citée dans 2 Roi 13.17, quand le prophète Élysée prédit à Joachaz, roi d'Israël, qu'il y battra les Syriens (royaume d'Aram-Damas).

## Source
- Cet article est partiellement ou en totalité issu de l'article intitulé « Majdal Yaba » (voir la liste des auteurs). *
- Marie-Nicolas Bouillet  et Alexis Chassang (dir.), « Tel Afek » dans Dictionnaire universel d’histoire et de géographie, 1878 (lire sur Wikisource)
- (en) John Charles Hugh Laughlin, Fifty Major Cities of the Bible : From Dan to Beersheba, Taylor & Francis, 2006 (présentation en ligne, lire en ligne), « Aphek (Ras el-Ain). The city of palaces »
- (en) Jeremiah Murphy-O'Connor, The Holy Land : An Oxford Archaeological Guide from Earliest Times to 1700, Oxford University Press US, 2008 (présentation en ligne, lire en ligne), « Aphek (Antipatris) ».